# Axiidae
Axiidae é uma família de crustáceos da ordem Decapoda.